# سندة الغربي
سندة الغربي (29 جانفي 1967) سباحة تونسية سابقة.

## الإنجازات
شاركت سندة في ألعاب البحر الأبيض المتوسط 1987، وكانت الرياضية التونسية الوحيدة وفازت بميدالية فضية في سباق 100م.

## روابط خارجية
- سندة الغربي على موقع الاتحاد الدولي للسباحة (الإنجليزية)
- سندة الغربي على موقع SwimRankings.net (الإنجليزية)
- سندة الغربي على موقع اللجنة الأولمبية الدولية (الإنجليزية)
- سندة الغربي على موقع أوليمبيديا (الإنجليزية)